# 全単射
数学において、全単射 (ぜんたんしゃ) あるいは双射 (そうしゃ) (bijective function, bijection) とは、写像であって、その写像の終域となる集合の任意の元に対し、その元を写像の像とする元が、写像の定義域となる集合に常にただ一つだけ存在するようなもの、すなわち単射かつ全射であるような写像のことを言う。例としては、群論で扱われる置換が挙げられる。
全単射であることを1対1上への写像［上への1対1写像］ (one-to-one onto mapping) あるいは1対1対応 (one-to-one correspondence) ともいうが、紛らわしいのでここでは使用しない。
写像 f が全単射のとき、f は可逆であるともいう。

## 定義
写像 f: A → B に対し、2つの条件
1. 全射性: f(A) = B
2. 単射性: 任意の A の元 a1, a2 について、f(a1) = f(a2) ならば a1 = a2

がともに成り立つとき、写像 f は全単射 (bijective) であるという。この用語はブルバキによる。
f: A → B が全単射であることは、
{\displaystyle \forall \ b\in B,\,\exists \ !\ a\in A{\text{ s.t. }}b=f(a)}
が成り立つことと等価である。実際、全射と単射の定義を合わせれば、全射の定義における存在記号 {\displaystyle \exists } を唯一存在記号 {\displaystyle \exists \ !} に置き換えればよいことがすぐに分かる。
| 全射でも単射でもない | 単射であり全射でない |
| 全射であり単射でない | 全単射               |

## 例
- f: R → (0, ∞); f(x) := ex は全単射である。

- f: (0, ∞) → R; f(x) := log x は全単射である。

- f: (−π/2, π/2) → R; f(x) := tan x は全単射である。

### 存在の例
- 冪集合 {\displaystyle {\mathcal {P}}(\mathbb {N} )} から R への全単射が存在する．
- N, Z, Q, P の間の全単射が存在する．ここで P は素数の全体である．
- R, C の間の全単射が存在する．また，a < b に対する閉区間 [a, b], 半開区間 (a, b], [a, b), 開区間 (a, b) や無限区間と R の間の全単射が存在する．

## 性質
- 全単射は逆写像を持つ。実際、f: A → B が全単射であれば、B の任意の元 b に対し、f の全射性から f(a) = b となる a が存在するが、f の単射性からこのような a は b に対してただ一つしかないので、写像 g: B → A; f(a) ↦ a が作れる。逆に、逆写像を持つ写像は全単射に限るので、写像が全単射であることと逆写像を持つことは同値である。言い換えると、f: A → B が全単射であることと、g: B → A が存在して {\displaystyle g\circ f=\mathrm {id} _{A}} かつ {\displaystyle f\circ g=\mathrm {id} _{B}} となることは同値である。
- 2つの写像 f: A → B, g: B → C の合成写像 {\displaystyle g\circ f\colon A\to C} が全単射ならば f は単射で、g は全射である。
- 2つの全単射が合成できるならば、その合成写像も全単射である。
  - 集合 X 上の全単射全体の成す集合を SX とすると、SX は写像の合成に関して群を成す。これを X 上の置換群あるいは対称群と呼ぶ。
- 集合全体のつくるクラス (類) において、「2つの集合の間に全単射が存在する」 という関係は同値関係を定める。この同値関係により集合全体の成すクラスを類別して濃度の概念が定義される。すなわち、集合間で全単射が定義可能な場合、それらの集合は基数が等しい。
- X, Y が同数の元を持つ有限集合の場合、写像 f: X → Y について、以下は同値である:

1. f は全単射である。
2. f は全射である。
3. f は単射である。